# Araure
Araure è una città del Venezuela situata nello stato di Portuguesa.